# Остроголовая камбала
Остроголовая камбала (лат. Cleisthenes pinetorum) — вид морских лучепёрых рыб из семейства камбаловых (Pleuronectidae). Единственный признанный вид рода Cleisthenes. Ранее в роде выделялся второй вид — камбала Герценштейна (Cleisthenes herzensteini), но теперь он признан синонимом остроголовой камбалы. 
Достигают зрелости при длине тела 22-26 см. Максимальная длина тела взрослой особи 47,0 см, средняя длина 31,0 см. Максимальный зарегистрированный вес 1,2 кг, максимальный зарегистрированный возраст 15 лет. Обитает в умеренных и субтропических водах Тихого океана у берегов Японии, Южной Кореи и Тайваня. В водах России — Залив Петра Великого. Донная рыба, встречается на глубине от 50 до 200 м. Остроголовая камбала безвредна для людей, служит объектом коммерческого промысла. Охранный статус вида «под наименьшей угрозой».